# Zipaquirá
Zipaquirá es un municipio de Colombia ubicado en el departamento de Cundinamarca, en la provincia de Sabana Centro, de la que es capital y sede de su diócesis. Se encuentra a 29 kilómetros de Bogotá, hace parte de su área metropolitana; a 450 kilómetros de Medellín, y a 117 kilómetros de Tunja. 
Es el segundo municipio más grande y poblado de la provincia. Es uno de los centros de explotación de sal más importantes del país, razón por la que también es conocida como la Capital Salinera de Colombia.
De fundación prehispánica, sus pobladores se asentaban en el sector hoy conocido como "Pueblo viejo" a 200 metros aproximados de su actual emplazamiento. Fue erigida como villa el 18 de julio de 1600 por auto de poblamiento proferido por el oidor español Luis Enríquez. Fue sucesivamente capital de las provincias de Cundinamarca (1851) y Zipaquirá (1852-1855), del Estado Soberano de Cundinamarca (1861-1864), del departamento de Quesada (1905-1908) y del departamento de Zipaquirá (1908-1910). Zipaquirá es reconocida a nivel internacional por su Catedral de Sal, la cual recibió el reconocimiento como primera de las Siete maravillas de Colombia el 4 de febrero de 2007, además de su casco urbano, el cual fue declarado patrimonio histórico y cultural de Colombia.
La ciudad salinera a lo largo de su historia reúne grandes personalidades que se han destacado en distintos ámbitos del acontecer colombiano; entre los que destacan Santiago Pérez Manosalva (expresidente de la República), Carlos Cortés Lee, Guillermo Quevedo Zornoza, Germán Castro Caycedo (periodista y escritor), Efraín Forero Triviño (ciclista), Héctor González (futbolista) y Egan Bernal, primer ciclista colombiano en ganar el Tour de Francia.

## Toponimia

### Origen lingüístico[5]
- Familia lingüística: Chibcha
- Lengua: Muysccubun

### Significado
Del topónimo «Zipaquirá» hay tres posibles orígenes; el primero, es extraído del pueblo indígena que habitó al pie del cerro del Zipa - Chicaquicha, que traduce «al pie de la cumbre» o simplemente «pie de cumbre». El segundo, según otras fuentes, significa «Ciudad de nuestro padre», y el último se remonta a una historia sobre una unión entre el Zipa y una mujer llamada Quira. Hasta el siglo XIX, la ortografía más usada era la que comenzaba con «C» (Cipaquirá).
Zipaquirá presenta los vocablos chi-zi "nosotros, nosotras, nuestro, nuestra", paba-pa "padre", "señor", qui-quie "madero, árbol, bosque, selva", ra-ca-ka "vallado, cerco, lugar, sitio, puesto, fortaleza, propiedad". Este vocablo representa el símbolo de la estrella de oriente y de igual manera la hora de la madrugada; toda expresión acompañada del vocablo ca enuncia territorios sublimes asignados a grandes caciques.

### Origen / Motivación
Zipaquirá fue conocida como la ciudad del zipa y fue la sede del poder político y económico de los Muyscas y en su jurisdicción se encontraba la fuente de riqueza del imperio, las minas de sal. El poblado se remonta a tiempos anteriores a la Conquista española y era conocido por sus antiguos pobladores como Chicaquicha.

### Nombres históricos
- Chicaquicha (Descubrimiento y Conquista)
- Pacaquem (1600)

## Historia

### Periodo pre-muisca
En el valle de El Abra, en los límites entre Zipaquirá y Tocancipá, se encontraron unos de los restos humanos más antiguos de Colombia. La secuencia estratificada de instrumentos líticos allí presente con huesos de animales y fragmentos de carbón vegetal fueron datados mediante C14 en 12 400 años ± 160 AP. Las primeras investigaciones en el sitio tuvieron lugar en 1967, cuando se obtuvo por primera vez en Colombia una secuencia estratificada de instrumentos líticos, asociados con huesos de animales y fragmentos de carbón vegetal datados mediante C14 en 12 400 años ± 160 AP. A partir de 1969 se realizaron excavaciones más amplias con la colaboración de la Universidad de Indiana y en 1970 con el patrocinio de la Fundación Neerlandesa de Estudios Tropicales (Wotro) y el apoyo del INCANH. Fueron localizados en la región otros cuatro sitios precerámicos estratificados. Sedimentos lacustres depositados han permitido precisas reconstrucciones del clima y la vegetación basados en estudios palinológicos. Hace 15.000 a 12.500 años, un período conocido como estadial Fúquene, el clima era frío y seco y la vegetación era de páramo. Cortadores de piedra y desechos de talla testimonian la presencia humana, en una unidad estratigráfica para la que se estiman 13 000 años a. C.

### Periodo muisca
El poblado indígena se ubicaban en la parte alta de la mina llamada Pueblo Viejo, aproximadamente 200 metros arriba respecto al sitio que hoy ocupa la ciudad, donde a la llegada de los españoles «se alzaban un centenar de viviendas, con una población de 1200 personas». Estas tierras pertenecían a los dominios del Zipa de Bacatá, supremo gobernante del Zipazgo (región al sur de la Confederación Muisca). Esta zona de la Sabana de Bogotá era surcada en aquella época por una sucesión de pequeños lagos y arroyos, que permitían el transporte de sus habitantes en canoas, medio por el cual los habitantes de Nemocón, Gachancipá, Tocancipá, Cajicá y Chía llegaban a Chicaquicha para abastecerse de la preciada sal, que intercambiaban por vasijas y tejidos. La sal era también intercambiada con pueblos de toda la región andina de Colombia, incluyendo a los panches, tolimas, pantágoras y muzos.
En tiempos del Zipa Nemequene, el Cacique de Zipaquirá, alentado por los de Guatavita y Ubaté, decidió aprovechar las difíciles condiciones del comienzo del reinado del Zipa para declararle la guerra. Entretanto Nemequene, enterado de la rebelión, decidió adelantarse a su enemigo y salirle al encuentro, al mando de dieciséis mil güechas (guerreros muiscas). Los dos ejércitos se encontraron entre Chía y Cajicá, donde las tropas de Bacatá vencieron a las de Zipaquirá. De inmediato Nemequene regresó a Funza, capital del Zipazgo, donde entró al tiempo con su sobrino Tisquesusa, quien volvía triunfante luego de haber vencido y sometido a los sutagaos en Fusagasugá.

### Época hispánica
El 18 de julio de 1600 el oidor Luis Enríquez profirió el auto de poblamiento en el sitio con 618 tributarios y sus familias y erigió la Villa de Zipaquirá. El 2 de agosto de 1600, estando en Cucunubá, el oidor Henríquez contrató con Juan de Robles la construcción de la iglesia de Zipaquirá, que se llamaba capilla de Santa Clara del Socorro de Zipaquirá; posteriormente fue reconstruida por el corregidor Pedro de Tovar y Buendía, cuando era párroco Fernando de Buenaventura y Castillo. Esta tenía un estilo renacentista y era muy oscura, el altar estaba tallado en madera y el piso era en tabla; un pintor llamado Juan Santiago Felipe de la Torre y El Castillo realizó unos frescos en el techo que fueron borrados por la humedad.

Petroglifo encontrado en valle de El Abra.

Hacia 1605, la zona es proclamada Corregimiento de Zipaquirá y es movida de su emplazamiento original en el actual barrio Santiago Pérez, en razón de que la amplitud de la meseta inicialmente ocupada era muy pequeña y estaba circundada de hondonadas y despeñaderos que hacían muy difícil su trazado y desarrollo; otra causa fue el obedecimiento a las fuerzas españolas que ordenaban que en los pueblos de indios no vivieran españoles, negros, mestizos ni mulatos, aunque hubieran comprado allí terrenos.

En 1623 el oidor y alcalde de la Corte de la Real Audiencia Francisco de Sosa, señaló como resguardos indígenas a los 321 indios existentes entonces en Pueblo Viejo, conforme a la declaración del corregidor Alfredo Tinoco. El 5 de octubre de 1638 el oidor Gabriel de Carvajal empadronó 771 indios de la región y 125 de Tibitó, los indios revoltosos mataron a 4 capitanes y a 5 soldados que acompañaban al grupo, alegando su derecho a vivir en la tierra de sus antepasados. En 1778, por orden del virrey Manuel Antonio Flórez Maldonado, fueron trasladados a Nemocón los indígenas que vivían en Zipaquirá, para evitar las constantes revueltas de los caciques, primitivos dueños de la sal. El 3 de agosto de 1779 se crea la parroquia de la Santísima Trinidad y San Antonio de Padua, la cual se extendía por casi toda Cundinamarca, y abarcaba ciudades importantes, como Cajicá y Ubaté.

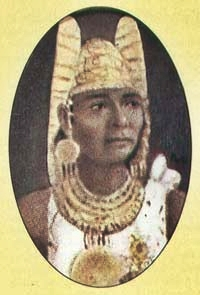
El Zipa Nemequene derrotó la rebelión del cacique de Zipaquirá.

### Época republicana
Con la Constitución de Cundinamarca de 1815 es constituida capital de la provincia del mismo nombre. En 1852 Zipaquirá cambia de estatus y pasa a ser Provincia de Zipaquirá, su terreno era aproximadamente el doble de lo que es hoy en día. Durante la reconquista española, el 3 de agosto de 1816 fueron fusilados en la plaza de la Villa los llamados mártires zipaquireños Agustín Zapata, Luis Sarache, José Luis Gómez, José María Riaño, Francisco Carate y Nepomuceno Quiguarana. El 10 de julio de 1863 fue designada capital de Estado Soberano de Cundinamarca, aunque posteriormente se designó a Funza por decreto del presidente Morales. Por Ley 46 del 29 de abril de 1905 se creó el departamento de Quesada cuya capital era Zipaquirá y subsistió hasta el 30 de abril de 1910, Zipaquirá es una de los postulados para capital de Cundinamarca, y lo fue por más de 200 años, hasta que los gobernantes decidieron que Bogotá debía ser su capital por ser más grande y más poblada.

## Geografía
La ciudad de Zipaquirá está situada en el Valle de El Abra, sobre la cordillera Oriental, en  el altiplano cundiboyacense. El casco urbano se encuentra a una altitud de 2652 m s. n. m., lo que la convierte en la tercera ciudad con mayor altitud en Colombia con más de 100.000 habitantes de acuerdo a la lista de las grandes ciudades más altas del mundo.  Zipaquirá posee una extensión aproximada de 197 km² así: 8 km² de la zona urbana y 189 km² de la zona rural. El territorio donde se asienta la ciudad fue en el pasado un gran campo lleno de vegetación; algunos sectores de la ciudad también están construidos sobre unos viejos fosos de agua-sal, en los que la sal vigua era procesada para su consumo. Su río más extenso es el río Bogotá, pasando por el borde oriental de Zipaquirá en límites con Tocancipá y Sopó. La zona en donde está ubicada la ciudad corresponde a la placa tectónica sudamericana, por lo que presenta una importante actividad sísmica.

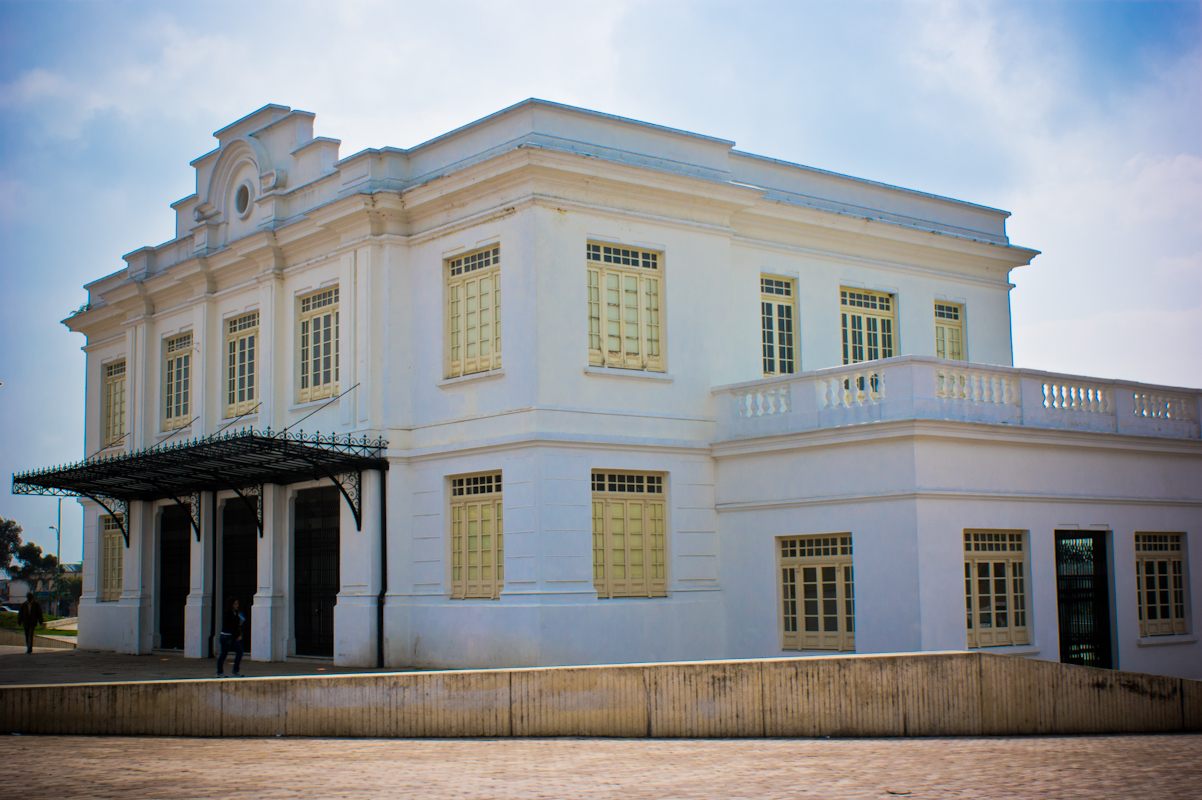
Estación del ferrocarril.

### Cerros
- Cerro de las Tres Cruces o cerro del Zipa.
- Cerro Soda.
- Cerro del Gone.
- Cerro del Santuario (en límites con Nemocón y Tocancipá).
- Cerro de Tibitó (en límites con Tocancipá y Sopó).
- Alto del Águila.
- Cerros de Rodamontal.
- Cerros de Pantano Redondo.
- Cerros de la Vieja.
- Alto de Piedras.
- Cerro del Tunal.
- Cerro El Pedregoso.
- Cerro del Guayabal (en límites con Tabio).
- Cerro de Patio de Guapas.

### Clima
Zipaquirá goza de un clima de montaña por estar ubicada a aproximadamente 2600 m s. n. m., lo que genera en la ciudad una temperatura promedio de 11.5 °C que es clasificado como clima frío.

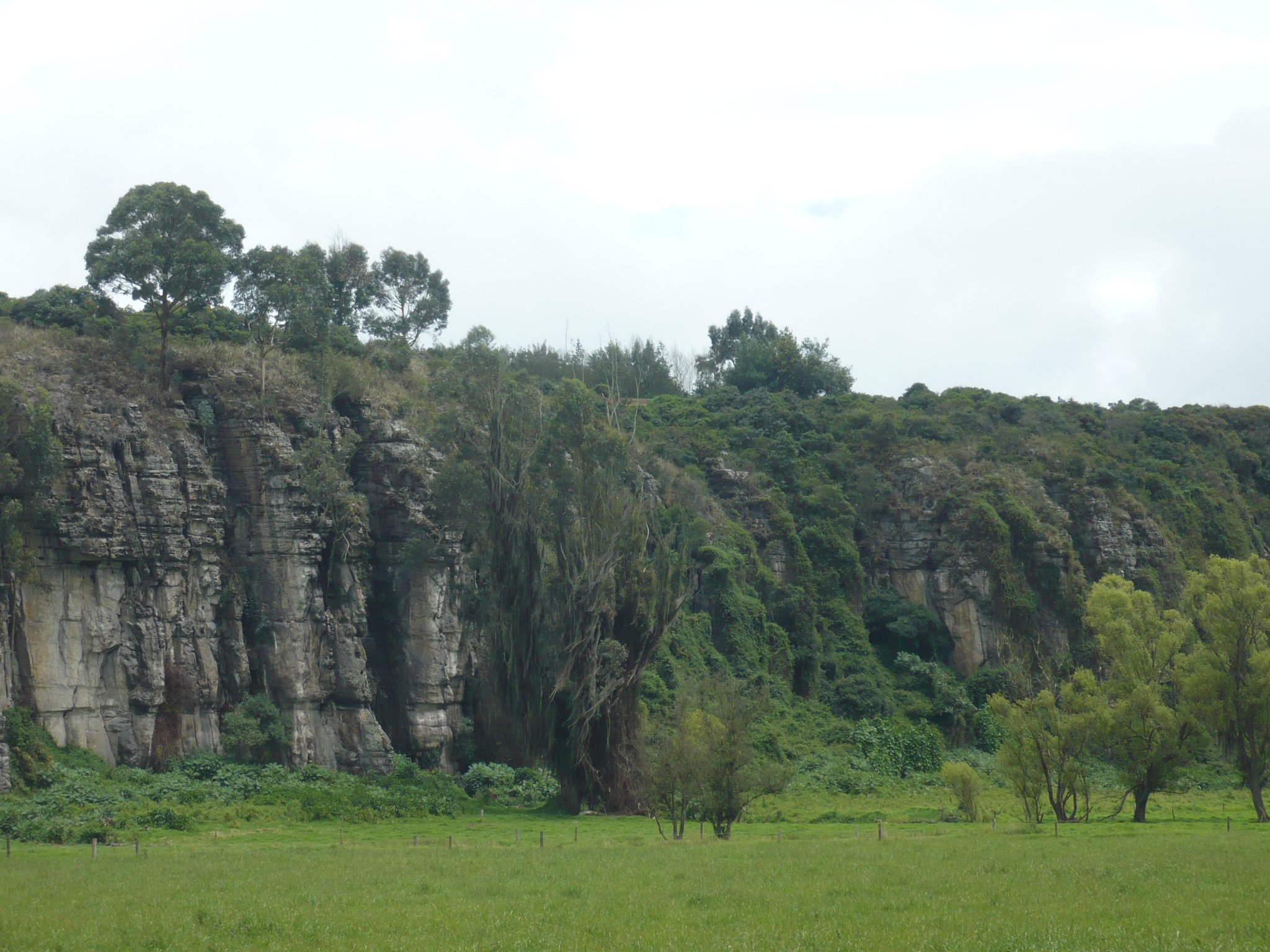
Zona arqueológica de El Abra.

Las madrugadas en la ciudad pueden ser muy frías (hasta de 3 °C); luego, por la mañana, la temperatura asciende hasta los 10 °C a las 11:00 a. m. aproximadamente. En las seis horas siguientes, la temperatura asciende hasta los 16 y 17 °C en promedio; algunas veces esta llega a marcar en el termómetro 21 °C al mediodía. Finalmente, en la noche las temperaturas descienden lentamente hasta alcanzar los 8 °C en promedio a la medianoche.
Zipaquirá, al estar ubicada en un altiplano, es golpeada por los vientos que son arrastrados por el río Bogotá y que chocan fuertemente con la falda de la montaña sobre la cual se ubica la ciudad.
Los días de precipitación en la ciudad suelen ir en dos temporadas invernales; al igual que en Bogotá, las granizadas son muy frecuentes; estas se dan por 2 horas máximo en la zona occidental y nor-occidental de la ciudad, donde la altitud es alrededor de 2690 m s. n. m. Las heladas se dan en la zona agrícola y en los páramos alrededor de todo el año; estas destruyen las cosechas y dañan los cultivos.
| Parámetros climáticos promedio de Observatorio Meteorológico Nacional, Zipaquirá (1980-2011) | Parámetros climáticos promedio de Observatorio Meteorológico Nacional, Zipaquirá (1980-2011) | Parámetros climáticos promedio de Observatorio Meteorológico Nacional, Zipaquirá (1980-2011) | Parámetros climáticos promedio de Observatorio Meteorológico Nacional, Zipaquirá (1980-2011) | Parámetros climáticos promedio de Observatorio Meteorológico Nacional, Zipaquirá (1980-2011) | Parámetros climáticos promedio de Observatorio Meteorológico Nacional, Zipaquirá (1980-2011) | Parámetros climáticos promedio de Observatorio Meteorológico Nacional, Zipaquirá (1980-2011) | Parámetros climáticos promedio de Observatorio Meteorológico Nacional, Zipaquirá (1980-2011) | Parámetros climáticos promedio de Observatorio Meteorológico Nacional, Zipaquirá (1980-2011) | Parámetros climáticos promedio de Observatorio Meteorológico Nacional, Zipaquirá (1980-2011) | Parámetros climáticos promedio de Observatorio Meteorológico Nacional, Zipaquirá (1980-2011) | Parámetros climáticos promedio de Observatorio Meteorológico Nacional, Zipaquirá (1980-2011) | Parámetros climáticos promedio de Observatorio Meteorológico Nacional, Zipaquirá (1980-2011) | Parámetros climáticos promedio de Observatorio Meteorológico Nacional, Zipaquirá (1980-2011) |
| Mes                                                                                          | Ene.                                                                                         | Feb.                                                                                         | Mar.                                                                                         | Abr.                                                                                         | May.                                                                                         | Jun.                                                                                         | Jul.                                                                                         | Ago.                                                                                         | Sep.                                                                                         | Oct.                                                                                         | Nov.                                                                                         | Dic.                                                                                         | Anual                                                                                        |
| -------------------------------------------------------------------------------------------- | -------------------------------------------------------------------------------------------- | -------------------------------------------------------------------------------------------- | -------------------------------------------------------------------------------------------- | -------------------------------------------------------------------------------------------- | -------------------------------------------------------------------------------------------- | -------------------------------------------------------------------------------------------- | -------------------------------------------------------------------------------------------- | -------------------------------------------------------------------------------------------- | -------------------------------------------------------------------------------------------- | -------------------------------------------------------------------------------------------- | -------------------------------------------------------------------------------------------- | -------------------------------------------------------------------------------------------- | -------------------------------------------------------------------------------------------- |
| Temp. máx. media (°C)                                                                        | 20                                                                                           | 19                                                                                           | 17                                                                                           | 17                                                                                           | 19                                                                                           | 20                                                                                           | 20                                                                                           | 16                                                                                           | 17                                                                                           | 17                                                                                           | 18                                                                                           | 20                                                                                           | 17                                                                                           |
| Temp. media (°C)                                                                             | 13                                                                                           | 12                                                                                           | 11                                                                                           | 12                                                                                           | 12                                                                                           | 11                                                                                           | 11                                                                                           | 10                                                                                           | 11                                                                                           | 11                                                                                           | 11                                                                                           | 13                                                                                           | 11.5                                                                                         |
| Temp. mín. media (°C)                                                                        | 7.6                                                                                          | 8.4                                                                                          | 9.5                                                                                          | 9.7                                                                                          | 9.7                                                                                          | 9.5                                                                                          | 9.2                                                                                          | 8.9                                                                                          | 8.7                                                                                          | 9.0                                                                                          | 9.2                                                                                          | 8.0                                                                                          | 9                                                                                            |
| Temp. mín. abs. (°C)                                                                         | -1.5                                                                                         | -5.2                                                                                         | -0.4                                                                                         | 0.2                                                                                          | 0.2                                                                                          | 1.1                                                                                          | 0.4                                                                                          | 0.4                                                                                          | 0.3                                                                                          | 1.8                                                                                          | 0.5                                                                                          | -1.1                                                                                         | -5.2                                                                                         |
| Precipitación total (mm)                                                                     | 26                                                                                           | 57                                                                                           | 69                                                                                           | 77                                                                                           | 80                                                                                           | 49                                                                                           | 49                                                                                           | 31                                                                                           | 61                                                                                           | 90                                                                                           | 80                                                                                           | 44                                                                                           | 713                                                                                          |
| Nevadas (cm)                                                                                 | 0                                                                                            | 0                                                                                            | 0                                                                                            | 0                                                                                            | 0                                                                                            | 0                                                                                            | 0                                                                                            | 0                                                                                            | 0                                                                                            | 0                                                                                            | 0                                                                                            | 1                                                                                            | 1                                                                                            |
| Días de lluvias (≥ 1 mm)                                                                     | 7                                                                                            | 10                                                                                           | 10                                                                                           | 13                                                                                           | 15                                                                                           | 15                                                                                           | 15                                                                                           | 15                                                                                           | 11                                                                                           | 16                                                                                           | 14                                                                                           | 10                                                                                           | 151                                                                                          |
| Fuente: Instituto de Hidrología, Meteorología y Estudios Ambientales (IDEAM)                 |                                                                                              |                                                                                              |                                                                                              |                                                                                              |                                                                                              |                                                                                              |                                                                                              |                                                                                              |                                                                                              |                                                                                              |                                                                                              |                                                                                              |                                                                                              |

### Límites municipales
Zipaquirá limita con los siguientes municipios:
| Noroeste: Pacho   | Norte: Cogua | Nordeste: Nemocón          |
| Oeste: Subachoque |              | Este: Gachancipá Tocancipá |
| Suroeste: Tabio   | Sur: Cajicá  | Sureste: Sopo              |

## División político-administrativa

### Comunas
La cabecera municipal se encuentra dividido en 5 comunas (en la que se encuentra ciertos barrios):
- Comuna 1: conformado por los barrios Centro, Urbanización San Antonio, La Concepción, El Codito – La Gran Cuadra y Altos de Samaria.
- Comuna 2: conformado por los barrios Zipavivienda Siglo XXI, Coclies, Los Cedrales, Tejar, América 500, Los Cámbulos, San Juanito, San Juanito – Sector II, Potosí III, Villa Luz, La Libertad, Samaria, Nuevo Horizonte Altamira, Potosí, Moliner, Primero de Mayo y Urbanización El Paraíso.
- Comuna 3: conformado por los barrios Rincón del Zipa, El Prado, San Carlos, Santa Isabel – El Rodeo, Comuneros I, Liberia, La Esperanza, Santa Clara, San Rafael, Estación Salinas, El Reposo, La Florida, Prados del Mirador, Santa Mónica, Comuneros II, La Esmeralda, Villa Marina, Santa Rita, Quintas de Villa María, Villa María, Renacer y La Paz.
- Comuna 4: conformado por los barrios San Pablo, Algarra III, Las Villas, Algarra I y II, Villas del Rosario y  Julio Caro.
- Comuna 5: conformado por los barrios Camino de Barandillas, Rincón de Barandillas, Rincón de Barandillas II y Portal de Barandillas.

### Corregimientos
Zipaquirá tiene bajo su jurisdicción varios centros poblados, que en conjunto con otras veredas, constituye los siguientes corregimientos:
| Corregimiento | Centros Poblados | Veredas                                                                          |
| 1             | - Alto del Águila - Aposento Altos - Argelia - Argelia II y III - Bolívar 83 - Bosques de Silecia - El Empalizado - Río Frío - Santiago Pérez | El Cedro, Empalizado, Páramo de Guerrero, Pantano Redondo, Ríofrío y San Isidro. |
| 2             | - Barandillas - El Codito - El Kiosco La Granja - El Rudal - La Escuela - La Granja - La Mariela - San Miguel - Pasoancho                     | Barandilla, El Tunal, Granja y Paso Ancho.                                       |
| 3             | - Portachuelo - San Jorge Palo Alto - San Jorge Palo Bajo                                                                                     | Barro Blanco, Centro, Portachuelos y San Jorge.                                  |

## Demografía
La ciudad actualmente es la quinta ciudad más poblada de Cundinamarca, con 112 069 habitantes. Se espera que con todo el incremento de la zona comercial de Zipaquirá, la ciudad aumente demográficamente y en el número de sus barrios, urbanizaciones y veredas, podría presentar una conurbación con el municipio de Cogua.

## Movilidad
Zipaquirá está conectada con la Ruta Nacional 45A procedente de Bogotá y que va a Bucaramanga en Santander, siguiendo la provincia de Ubaté y pasando por Chiquinquirá en Boyacá. Ya en el casco urbano zipaquireño se desprenden conexiones viales como la calle 8 que conduce a Pacho y Subachoque al occidente; al oriente,  a Tocancipá, siguiendo en paralelo al río Bogotá, y al noreste, a Nemocón y Suesca.
La calle 4 se convierte en la vía a Briceño, desde donde se va hacia Sopó. La bifurcación en la calle 1 con Carrera 11 lleva hacia Tabio y Tenjo siguiendo al sur por el río Frío, hasta la vía Tenjo - Funza, conectando con la vía Bogotá - Medellín, mientras que al sur va hacia Bogotá. La Carrera 7 conecta al vecino municipio de Cogua.

### Hidrografía
Zipaquirá tiene en su parte norte un lago, al que se le llama Pantano Redondo, del cual nacen 3 quebradas, que van a desembocar al Río Bogotá, que pasa por la sección oriental de la ciudad en límites con Tocancipá y Sopó.
Los principales ríos de Zipaquirá son los ríos Bogotá, Neusa, Frío, Tibitó, Juratena, Alizal, Versalles, Quiroga, Pescadero, La Calera, Los Coclíes y el Tejar.
En la cordillera occidental, nacen importantes quebradas de poco caudal, las más importantes de la ciudad son: Quebrada Honda, Del Mortiño, Los Laureles, Chitagá, La Amarilla, La Toma y Susagua, Pantano largo, El Carrizal, Rodamontal, la Arteza, El Rionegro o Tosagua, El Tejar o Uricia, El Hornillo, El Gavilán o Chitagua, Aguaclara, Guabal, la Colorada y el Salitre.

### Fauna y flora
En Zipaquirá hay numerosas y zonas verdes que hacen de esta un pulmón para la sabana de Bogotá. El árbol que se considera originario de los territorios en los que se encuentra la ciudad, es el sietecueros; su nombre hace referencia a las características de la corteza del árbol, que se caracteriza por tener varias capas que envuelven el tronco.
El parque más grande de la ciudad es el "Parque de la Esperanza", una amplia zona verde que se encuentra aledaña a la estación de tren de Zipaquirá, un parque infantil y el moderno parque de skate que fue inaugurado a finales del 2011, y es considerado uno de los más modernos de la región.

## Economía
El municipio cuenta también con una importante actividad agrícola en la que se destaca la ganadería lechera. La actividad industrial de la región está estrechamente asociada con la producción, procesamiento y refinamiento de sal, aunque también cuenta con diferentes tipos de empresas tanto de la industria manufacturera como agrícola en el municipio. La ciudad es igualmente uno de los centros productores de papa más importantes del país, sus productos son pedidos tanto en Colombia, como en algunos países de Europa. El cultivo de papa se encuentra principalmente en la vereda El Alto Del Águila, ya que su clima y condiciones de la tierra son perfectas para el sembrado y cultivo.

## Turismo
El atractivo turístico más célebre de Zipaquirá son sus minas de sal, que han sido explotadas desde tiempos precolombinos por los Muiscas y que incluyen la Catedral de Sal. La plaza González Forero es el epicentro de la ciudad y está rodeada por edificios que han conservado su estilo colonial y son considerados monumento nacional.[cita requerida] En esta plaza sobresalen la  Catedral de la Santísima Trinidad, construida entre 1760 y 1870, con su característica fachada de piedra arenisca y en su mayor parte obra del arquitecto capuchino fray Domingo de Petrés, el mismo que construyó la Catedral Basílica Metropolitana y Primada de Bogotá; el Palacio Municipal (edificio de la alcaldía) y la Administración de las Salinas con sus techos verdes estilo republicano. Zipaquirá posee restaurantes típicos, casonas coloniales con casi 300 años de antigüedad, agencias de viajes, centros de recreación como Finkana, museos como la Casa Museo Quevedo Zornoza, artesanías y una interesante infraestructura.
|                       |
| Calle 4 de Zipaquirá. |

|                            |
| Procesión de sábado santo. |

|                                           |
| Altar de la Catedral de Sal de Zipaquirá. |

|                                                                      |
| La Creación de Adán del Maestro Carlos E. Rodríguez Arango (mármol). |

|                                 |
| Interior de la Catedral de Sal. |

## Religión

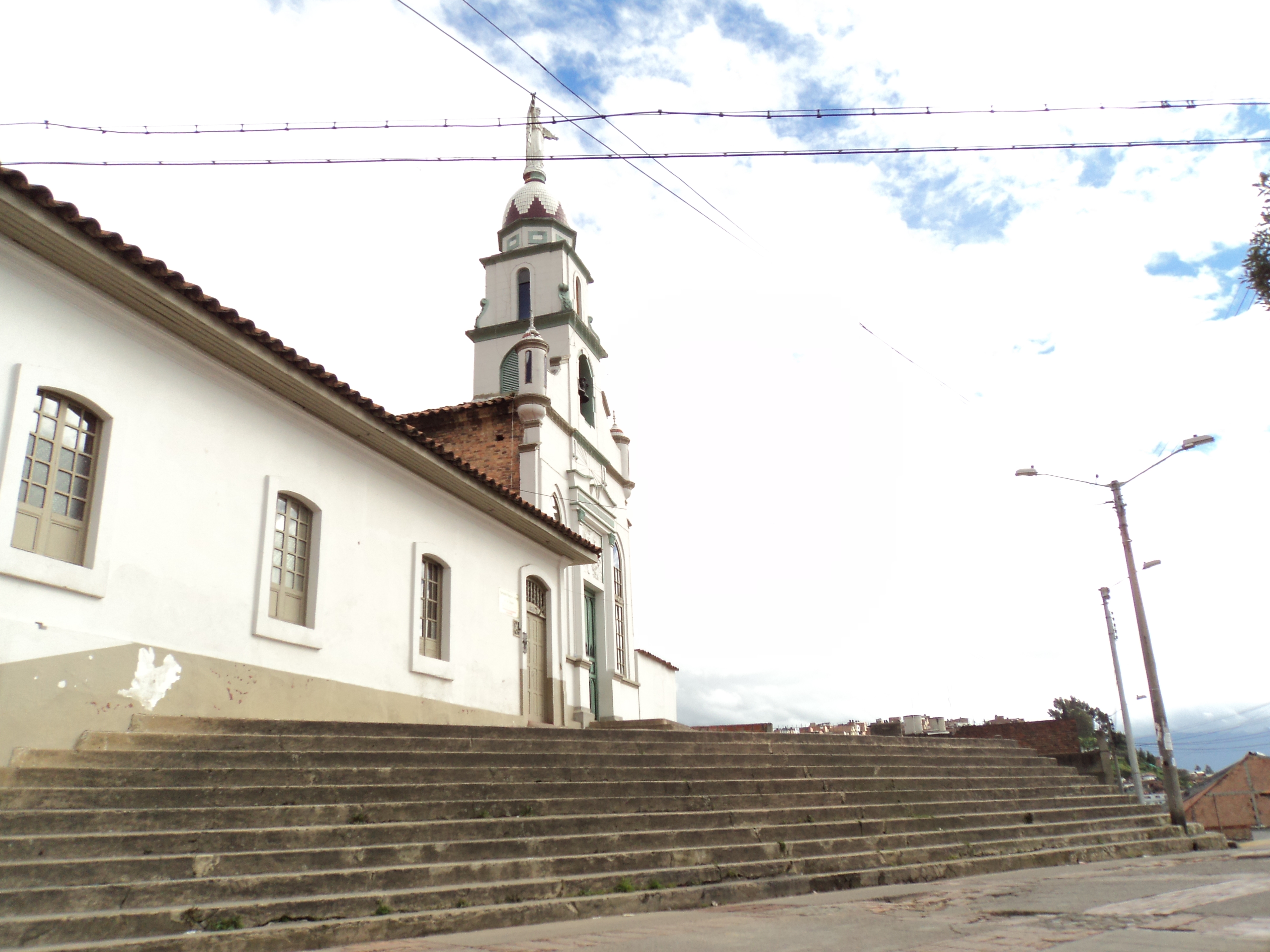
Parroquia de Nuestra Señora de los Dolores de Zipaquirá

La población zipaquireña es en su mayoría católica, por lo que la ciudad cuenta con más de 20 iglesias o templos, que celebran el rito católico y todas ellas pertenecen a la diócesis de Zipaquirá. Un pequeño porcentaje de la población es perteneciente al culto protestante. Algunos de los templos de rito católico son:
- Catedral de la Santísima Trinidad, San Antonio de Padua y Nuestra Señora de la Asunción de Zipaquirá, centro de la diócesis de Zipaquirá.
- Catedral de Sal de Zipaquirá, la primera de las Siete maravillas de Colombia.
- Parroquia Divino Niño Jesús (barrio la Esmeralda).
- Parroquia Nuestra Señora de la Asunción (barrio San Pablo).
- Parroquia Nuestra Señora de Lourdes (barrio San Rafael).
- Parroquia Inmaculada Concepción (San Carlos).
- Parroquia Jesús Obrero (Altamira).
- Parroquia Sagrado Corazón de Jesús (barrio Rincón de Barandillas).
- Parroquia Nuestra Señora de los Dolores (barrio La Concepción).
- Parroquia Nuestra Señora del Carmen (barrio San Juanito).
- Parroquia Nuestra Señora de Chiquinquirá (barrio San Miguel)
- Parroquia San José (barrio Pasoancho) y (barrio las Villas).
- Parroquia María Reina de la Paz (Prados del Mirador).
- Capilla del Cedro, iglesia que ha recibido el título de Capilla Sixtina de Latinoamérica (esta edificación no pertenece a la jurisdicción de la diócesis de Zipaquirá y no es una comunidad parroquial).
- Capilla del Sagrario de la Catedral de la Santísima Trinidad y San Antonio de Padua de Zipaquirá.
- Capilla del Seminario Mayor San José de Zipaquirá.
- Capilla de la Comunidad de las Hermanitas de los Pobres o del Ancianato

## Salud
El municipio cuenta con el Hospital de Zipaquirá, que, como lo determinó la Comisión Regional de Moralización, será operado por el Hospital Universitario de La Samaritana, en cabeza de su gerente, Javier Fernando Mancera, como líder del proceso operativo del nuevo hospital de alta complejidad de Zipaquirá.
Este centro médico presta cobertura a más de 500 mil usuarios y constituye el más grande logro en la red norte prestadora de salud de Cundinamarca.

## Educación
Zipaquirá cuenta con un gran número de instituciones educativas:
- Colegio Liceo Alberto Merani

- Colegio Genios del Zipa
- Liceo Roberto Mac-Douall
- Colegio Infantil Mixto de Zipaquirá
- Gimnasio Campestre Santa Sofía.
- Colegio San Luis
- Colegio Campestre Exploradores Del Saber Zipaquirá
- Instituto Técnico Luis Orjuela
- Liceo Integrado de Zipaquirá
- Colegio de la Presentación.
- Liceo y Preescolar de las Villas
- IEM Santiago Pérez
- Instituto Técnico Industrial
- IEM Guillemo Quevedo Zornoza
- IEM La Salle
- Liceo High School Cathedral
- Colegio Bilingüe Campestre Colombo Británico
- Colegio Departamental de Cundinamarca.
- Colegio San Alberto Magno
- Colegio Liceo Catedral High School
- Colegio Diocesano de la Asunción Zipaquirá.
- Colegio Bilingüe San Francisco de Asís.
- Colegio Inpadi
- Colegio Sagrado Corazón de Jesús.
- Colegio Divino Niño.
- Colegio Douglas Brown de Zipaquirá
- Colegio Buenaventura Jauregui
- Gimnasio Pedagógico Nuestra Señora de Lourdes
- Colegio Francisco José de Caldas
- Colegio Gimnasio Campestre I.C.A.V
- Colegio Gimnasio San Mateo Campestre Calle #8B y Urbano
- Colegio Nuestra Señora de la Concepción

### Instituciones en el área rural
- I.E.M. San Jorge
- I.E.M. La Granja

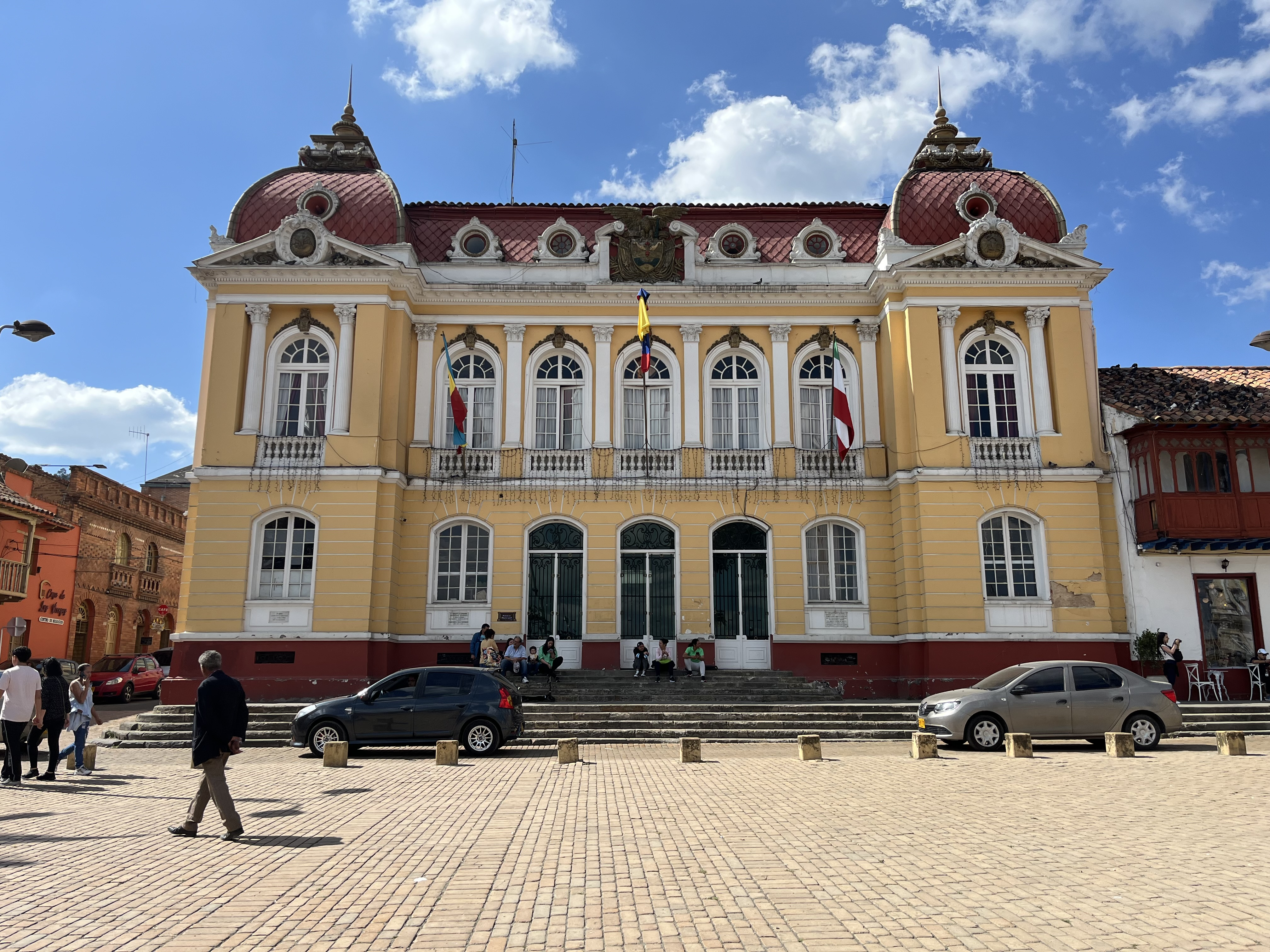
Plaza de los Comuneros y Palacio del Concejo Municipal de Zipaquirá.

- I.E.M. Río Frío: La cual posee siete sedes anexas: Sede Principal Primaria, Alto del Águila, San Isidro, Ventalarga, Empalizado, Páramo de Guerrero Oriental y Páramo de Guerrero Occidental.

### Centros de educación superior

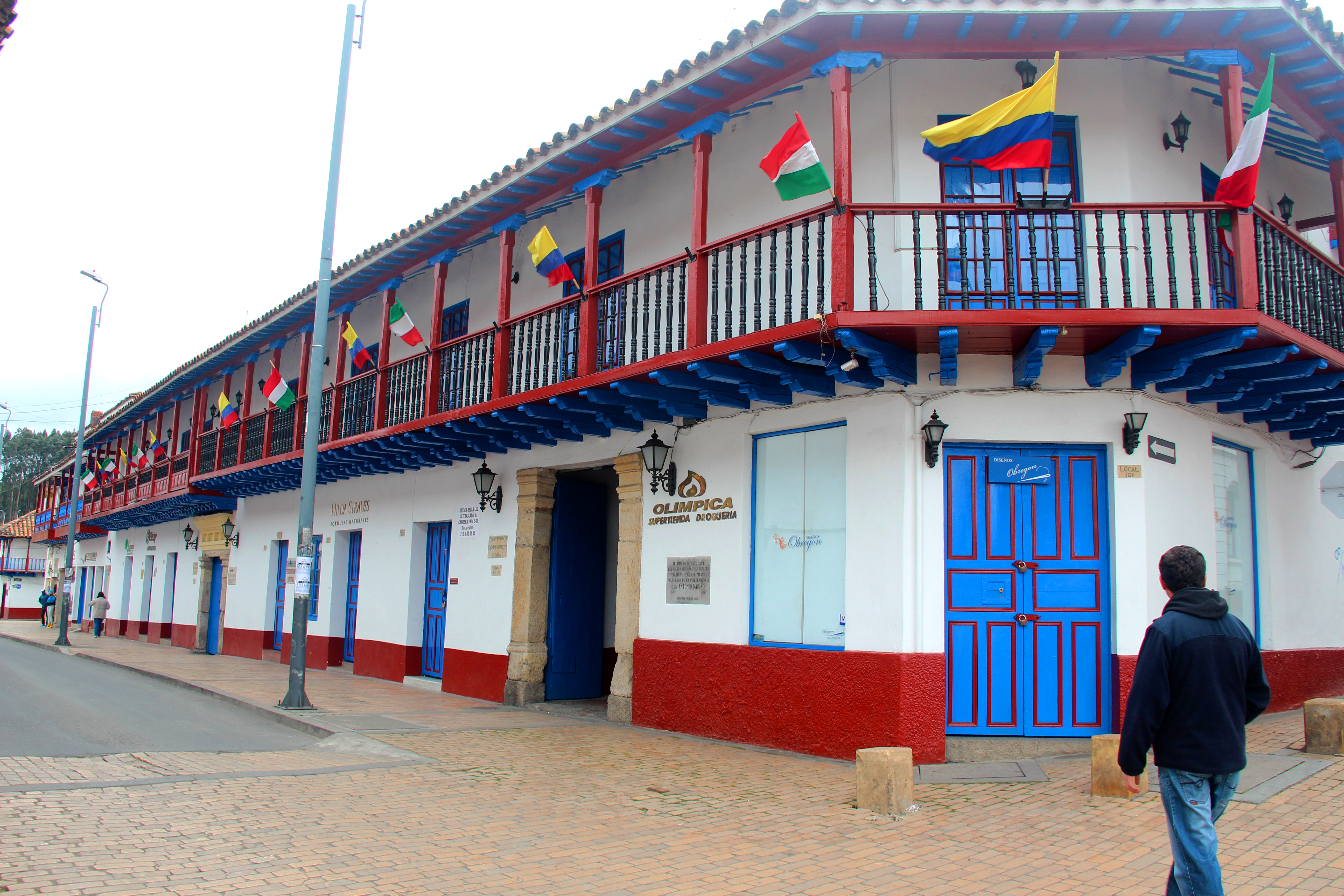
Centro de Negocios Casa de los Virreyes en el centro histórico de Zipaquirá.

La ciudad actualmente cuenta con varios centros de educación superior, entre ellos se encuentran:
- Corporación Universitaria Minuto de Dios UNIMINUTO
- Subsede del Servicio Nacional de Aprendizaje SENA
- Universidad Nacional Abierta y a Distancia UNAD
- Universidad de Cundinamarca UDEC
- Fundación Universitaria San Martín FUSM
- Asociación para la Educación Integral en Salud USESALUD
- Humanarte
- Seminario Mayor San José de la diócesis de Zipaquirá
- I.E.M San Juan Bautista de la Salle

## Deportes
El municipio cuenta con el Instituto Municipal de Cultura, Recreación y Deporte de Zipaquirá - IMCRDZ, el cual es un establecimiento público descentralizado de Zipaquirá con autonomía administrativa, adscrito a la Administración Municipal de Zipaquirá. Tiene como misión promover la recreación, el deporte, la cultura, el buen uso de los parques y el aprovechamiento del tiempo libre de todos los habitantes de la ciudad salinera, con prioridad en los grupos más necesitados, para formar mejores ciudadanos, enseñar los valores de la sana competencia y mejorar la calidad de vida de la población.
Esta entidad es la encargada de la CicloVida, un espacio diseñado para promover los hábitos y estilos de vida saludable, también se encarga de administrar el Estadio Municipal Héctor El Zipa González, con capacidad para 5000 espectadores. En este, el club Fortaleza jugó sus partidos de local en la temporada 2013 de la Primera B; también allí el histórico club bogotano Independiente Santa Fe disputó algunos de sus partidos de Copa Colombia. El estadio cuenta con una moderna pista de atletismo construida en 2014. También se encuentra el Coliseo Arena de Sal, anteriormente conocido como Coliseo cubierto Parmenio Cárdenas, donde se disputan encuentros de baloncesto, voleibol y fútbol sala; el coliseo está ubicado junto a la moderna villa deportiva que contiene canchas de tenis y de fútbol sintéticas.

#### Deportistas destacados
- Yosiana Quintero, ciclomontañista profesional.
- Egan Arley Bernal, primer ciclista profesional latinoamericano en ganar la clasificación general del Tour de Francia.
- Dyer Rincón, ciclomontañista profesional.
- Brandon Rivera, ciclista profesional.
- Diana Rojas, jugadora de fútbol de salón.
- Fredy Espinosa, atleta profesional.
- Paula Díaz, jugadora de fútbol de salón.
- Omar Fernández Frasica, futbolista profesional.
- Airón Niño, campeón en jiu-jitsu .
- Luisa Cárdenas, jugadora de tenis de mesa.
- Alexis Valles, jugador de fútbol salón.
- César Valles, jugador de fútbol salón.
- Juan Gualteros, campeón en la Liga de fútbol de Bogotá Elite.
- Waira Bustos Bernal, campeona panamericana de jiu-jitsu.
- Wilson Peña Molano, ciclista profesional.
- Jesús David Peña, ciclista profesional nacido en el municipio, y criado en Cogua.

## Medios de comunicación

### Emisoras de radio
- Armoníaz Emisora Afiliada a Caracol Radio 1600 A.M.
- Esperanza Colombia Radio 96.3.
- Catedral Stereo F.M. 107.4 Emisora comunitaria, que cuenta con una potencia de 200 vatios y con un cubrimiento bastante amplio en el Municipio, barrios y veredas aledañas, donde se obtiene una alta sintonía con cobertura en los municipios de Sabana Centro y del Guavio, tales como: Cogua, Sopó, Cajicá, Nemocón, Tocancipá, Guatavita, Gachancipá, Guasca, La Calera, parte de Chía, parte de Tabio y parte Nororiental de Bogotá.[9]

### Emisoras virtuales (web)
- Extrategia Medios
- La Nota Stereo
- PortalNews "Noticias & Actualidad 7/24"
- ZipaOn Publicidad

### Impreso (periódico)
- Extrategia Medios
- Gente Activa
- ZipaOn Publicidad
- Zipa Exiliados

### Televisión
- APRECUZ Canal 5

## Hermanamientos
La ciudad de Zipaquirá tiene hermanamientos con 3 ciudades alrededor del mundo:
1. México: San Pedro Cholula (2018).[10]
2. México: Tulum (2021).[11]
3. Colombia: Restrepo (2022).[12]

## Servicios públicos
- Energía Eléctrica: Enel, es la empresa prestadora del servicio de energía eléctrica.
- Gas Natural: Vanti es la empresa distribuidora y comercializadora de gas natural en el municipio.